# Comté de Douglas (Minnesota)
Pour les articles homonymes, voir Comté de Douglas.
Le comté de Douglas est situé dans l’État du Minnesota, aux États-Unis. Il comptait 39 006 habitants en 2020. Son siège est Alexandria.
On y a « découvert » la pierre runique de Kensington en 1898.